# Sofia Guiatsintova
Sofia Vladimirovna Guiatsintova (en russe : Софья Владимировна Гиацинтова), née le 4 août 1895 à Moscou dans l'Empire russe et morte le 12 avril 1982 à Moscou (Union soviétique), est une actrice soviétique.

## Filmographie
- 1949 : La Chute de Berlin de Mikhaïl Tchiaoureli
- 1955 : Histoire inachevée de Fridrikh Ermler
- 1967 : Le Septième Compagnon de Alexei Guerman

## Récompenses et nominations

### Récompenses
- 1955 : Artiste du peuple de l'URSS